# Paricutín
Paricutín är en vulkan i Mexiko som uppstod 1942 och var aktiv i 8 år, varefter den utslocknade. Under denna tid hann den bygga upp en över 400 meter hög kägla. Käglans topp befinner sig 3170 meter över havet.